# Legacy of Blood
Legacy of Blood è il quarto album del gruppo musicale hip hop statunitense Jedi Mind Tricks, pubblicato il 24 agosto 2004 e distribuito da Babygrande Records, etichetta del gruppo. Collaborano al disco Killah Priest, GZA e Sean Price.

## Ricezione
| Recensione | Giudizio |
| ---------- | -------- |
| AllMusic   | [ 1 ]    |
| RapReviews | [ 2 ]    |
| PopMatters | [ 3 ]    |
| Prefix     | [ 4 ]    |

L'album ottiene giudizi misti. La critica si sofferma sul fatto che Paz ha lo stesso tema principale da anni («droga, crimini e soprattutto violenza»), suo vero punto debole secondo l'autore musicale Pedro Hernandez, nonostante Vinnie Paz sia un «buon paroliere quando vuole». I critici paragonano il disco ai lavori precedenti dei Jedi Mind Tricks, lodando la produzione di Stoupe e le performance di GZA.
Joshua Glazer di AllMusic recensisce positivamente il prodotto, notando la violenta copertina del disco e affermando che «probabilmente l'album è troppo aggressivo». Hernandez elogia il singolo Before the Great Collapse, definito il miglior brano dell'album. Hernandez conclude che «c'è qualcosa che manca in questo disco e che era presente in quelli precedenti.»

## Tracce
Testi di Vincenzo Luvineri (tracce 2-3, 5-6, 8-12, 14-15, 17 e 19), Walter Reed (traccia 5), Gary Grice (tracce 6 e 15), Des Devious (tracce 9 e 20), Sean Price (traccia 10), musiche di Stoupe The Enemy Of Mankind.
1. Intro – 1:27
2. The Age of Sacred Terror – 4:27
3. Scars of the Crucifix – 4:00
4. Death Falls Silent (Interlude) – 0:23
5. Saviorself (featuring Killah Priest) – 4:28
6. On the Eve of War (Julio Ceasar Chavez Mix) (featuring GZA) – 3:59
7. The Darkest Throne (Interlude) – 0:45
8. The Worst – 4:03
9. Versees of the Bleeding (featuring Des Devious) – 3:48
10. Beyond the Gates of Pain (featuring Sean Price) – 3:41
11. Fairwell to the Flesh – 0:54
12. And So It Burns – 4:24
13. The Spirit of Hate (Interlude) – 0:59
14. Me Ne Shalto – 3:52
15. On the Eve of War (Meldrick Taylor Mix) (featuring GZA) – 2:58
16. Winds Devouring Men (Interlude) – 0:54
17. The Philosophy of Horror – 3:57
18. The Spirit and Sun (Interlude) – 0:43
19. Before the Great Collapse – 3:55

Durata totale: 53:37
Traccia nascosta alla fine del disco
1. The President's Wife (Clean) (featuring Des Devious) – 3:47

## Classifiche
| Classifica (2004)         | Posizione massima |
| ------------------------- | ----------------- |
| US Heatseekers Albums     | 19                |
| US Independent Albums     | 22                |
| US Top R&B/Hip-Hop Albums | 63                |